# Rock & Blues
Rock & Blues – polskie żeńskie trio wokalne, wspierające Wojciecha Skowrońskiego i jego zespół Blues & Rock – zarówno w studiach nagraniowych, jak i podczas koncertów w latach 1972–1974.

## Historia
W 1971 roku wokalistki zespołu Amazonki: Krystyna Stolarska, Ewa Góra (wł. Górzanka) i Teresa Głowacka, wzięły udział w dwóch sesjach nagraniowych (radiowa i telewizyjna) formacji Blues Trio Wojciecha Skowrońskiego z którym nagrały standardy z polskimi tekstami: Alleluja przecież kocham ją i dwie wersje  utworu pt. Georgia on My Mind. Współpraca z wokalistkami została wznowiona po ich odejściu z Amazonek oraz w momencie, gdy Skowroński powołał do życia nowy zespół pod nazwą Blues & Rock i późną jesienią 1972 roku powstało trio wokalne Rock & Blues. Wówczas obok K. Stolarskiej i E. Góry, współtworzyła je także Halina Zielińska, która po wydaniu nagranego w styczniu tego samego roku longplaya pt. Blues & Rock, odeszła z chórku. Wówczas do koleżanek z zespołu dołączyła Teresa Głowacka (eks- Amazonki) – i właśnie z nią w składzie Rock & Blues dokonał w grudniu 1973 roku oraz w lipcu i listopadzie 1974 roku rejestracji następujących nagrań radiowych Wojciecha Skowrońskiego: Blues to zawsze blues jest, Do widzenia Teddy, Alabama, Ja to się cieszę byle czym i Na początku było morze. I wraz z grupą pianisty Blues & Rock wystąpił m.in. podczas: XI KFPP Opole '73 (nagroda za interpretację) utworu Blues to zawsze blues jest), „Poznańskich Muzykaliów”, „Częstochowskich Spotkaniań Jazzowych” (6-8.04.1973), „Dni Kultury Polskiej” w Berlinie (1973), IV Lubelskich Spotkaniach Wokalistów Jazzowych” (1-3.06.1973), „Intercopernicaliach” (14-17.09.1973), czy podczas XII KFPP Opole '74. Oraz brały udział w krajowych, ale i zagranicznych programach telewizyjych (np. NRD-owski „Rund” – występ w 1973 roku w Lipskku). Z końcem listopada 1974 roku trio wokalne Rock & Blues zostało rozwiązane.

## Wybrana dyskografia[7]

### Z zespołem Blues Trio (jako Amazonki)
Kompilacje
- 2017: Trochę żal (nagrania radiowe z lat 1970-1973) (CD, Kameleon Records KAMCD 63)

### Z zespołem Blues & Rock
Albumy
- 1973: Blues & Rock (LP, Polskie Nagrania „Muza” XL/SXL 0799)

Kompilacje
- 2020: Rock and roll i ja (nagrania radiowe z lat 1973-1979) (CD, Kameleon Records KAMCD 64)
- 2019: Blues to zawsze blues jest (nagrania koncertowe z lat 1970-1974) (CD, Kameleon Records KAMCD 65)
- 2022: Za jasną rzeką (nagrania koncertowe z lat 1971–1979) (CD, Kameleon Records KAMCD 66)